# Archieparquía de Pelusio de los greco-melquitas
La archieparquía titular de Pelusio de los greco-melquitas (en latín: Archieparchia Pelusiotana Graecorum Melkitarum) es una archieparquía titular metropolitana de la Iglesia católica conferida a miembros de la Iglesia greco-melquita católica. Corresponde a una antigua arquidiócesis del patriarcado de Alejandría que existió hasta el siglo VIII y cuya sede estaba en la ciudad de Pelusio (hoy en ruinas) en Egipto.

## Historia
Pelusio, identificable como las ruinas de Tell el-Farama, es la antigua sede metropolitana de la provincia romana de Augustamnica Prima en la diócesis civil de Egipto, dentro del patriarcado de Alejandría.
Pelusio es mencionada (como Pecado, la fortaleza de Egipto) en el libro bíblico de Ezequiel, capítulo 30:15.
Pelusio se convirtió en la sede de un obispo cristiano en una etapa temprana. Su obispo Doroteo participó en el Concilio de Nicea I en 325. En 335 el obispo Marcos fue exiliado por su apoyo a Atanasio de Alejandría. Su reemplazo, Pancracio, un exponente del arrianismo, estuvo en el Concilio de Sirmio II en 351. Varios de los obispos conocidos de Pelusio también fueron considerados heréticos por los ortodoxos.
Isidoro de Pelusio (circa 450), que nació en Alejandría, se convirtió en asceta y se estableció en una montaña cerca de Pelusio, según la tradición de los Padres del Desierto.
Pelusio era la sede metropolitana cuyas sufragáneas eran las diócesis de: Afneo, Casio, Damiata, Efesto, Facusa, Gera, Ostracine, Panefisi, Rinocorura, Sela, Setroe, Tanis, Tenneso, Tmui, Teodosiopoli y Sata.
En 639 fue perdida por el Imperio bizantino a manos de los árabes musulmanes. En 1117 el cruzado Balduino I de Jerusalén arrasó la ciudad, y luego de la reconquista musulmana desapareció de la historia.

### Sede titular
Una sede titular católica es una diócesis que ha cesado de tener un territorio definido bajo el gobierno de un obispo y que hoy existe únicamente en su título. Continúa siendo asignada a un obispo, quien no es un obispo diocesano ordinario, pues no tiene ninguna jurisdicción sobre el territorio de la diócesis, sino que es un oficial de la Santa Sede, un obispo auxiliar, o la cabeza de una jurisdicción que es equivalente a una diócesis bajo el derecho canónico.
La archieparquía titular de Pelusio de los greco-melquitas fue conferida por primera vez por la Santa Sede el 13 de marzo de 1943 al obispo de curia Pierre Kamel Medawar, S.M.S.P..
Existe además la arquidiócesis titular latina de Pelusio y la arquidiócesis de la Iglesia ortodoxa de Alejandría con sede en Port Said.

## Cronología de los obispos

### Obispos de la sede residencial
- Callinico †
- Doroteo † (mencionado en 325)
- Marcos † (mencionado en 335)
- Pancracio † (antes de 351-después de 359)
- Ammonio † (mencionado en 404 circa)
- Eusebio † (antes de 431-después de 457)
- Jorge † (antes de 538-después de 551)
- Mosé † (siglo VII)
- Epimaco † (siglo VIII)

### Obispos de la sede titular
- Pierre Kamel Medawar, S.M.S.P. † (13 de marzo de 1943-27 de abril de 1985 falleció)
- Isidore Battikha, B.A. (25 de agosto de 1992-9 de febrero de 2006 nombrado archieparca de Homs)
- Georges Michel Bakar, desde el 9 de febrero de 2006)[5]